# Kono Makoto
Makoto Kono (sinh ngày 9 tháng 7 năm 1978) là một cầu thủ bóng đá người Nhật Bản.

## Sự nghiệp câu lạc bộ
Makoto Kono đã từng chơi cho Bellmare Hiratsuka.